# 秘魯腹肢鮃
秘魯腹肢鮃為輻鰭魚綱鰈形目鰈亞目牙鮃科的其中一種，為熱帶海水魚，分布於東太平洋區，從加利福尼亞灣至秘魯海域，棲息深度可達46公尺，體長可達10公分，棲息在沙泥底質底層水域，其生活習性不明，可作為食用魚。